# 전 양평 보리사지 대경대사탑
전 양평 보리사지 대경대사탑(傳 楊平 菩提寺址 大鏡大師塔)은 경기도 양평군 보리사지에 있던 것으로 전하는, 고려시대에 대경대사의 사리를 봉안한 승탑이다. 1913년 경기도 양평군 보리사터에서  서울특별시 이화여자대학교박물관으로 옮겨진 것으로 알려져 있다. 1963년 1월 21일 대한민국의 보물 제351호로 지정되었다.

## 개요
통일신라말 ·고려초에 활약한 승려인 대경대사의 사리탑이다. 대경대사(862∼930)는 통일신라 경문왕 2년(862)에 태어나 9세 때 출가하였으며, 19세에 승려가 지켜야 할 계율을 받았다. 그후 교리보다는 참선에 뜻을 두어 성주사의 무염대사에게서 수행하기도 하였다. 중국으로 건너가 수 년동안 정진하다가 효공왕 13년(909)에 귀국 후 소백산에서 은거하던 중 고려 태조의 부름으로 보리사의 주지가 되었다. 태조 68세로 입적하니, 태조는 그의 시호를 ‘대경대사’라 하고 탑이름을 '현기'라고 내렸다.
비는 1913년 경기도 양평군 보리사터에서 서울로 옮겨왔는데, 이때 바닥돌이 떨어져 나가 현재는 새로 만든 바닥돌 위에 놓여 있으며, 기단부(基壇部)위에 탑의 몸돌을 올리고 지붕돌을 덮어 놓은 전형적인 8각 사리탑이다.
기단의 아래받침돌은 여러 단이 8각으로 구성되어 있고, 사자상과 구름, 연꽃조각 등을 돌아가며 조각하였다. 가운데받침돌은 구름조각으로 나뉜 각 면에 사람의 머리에 새 몸을 한 상상속의 새를 1구씩 도드라지게 새겼다. 윗받침돌은 아래에 비해 넓고, 위로 3단의 받침을 두었다. 탑신의 몸돌은 앞뒤 2면에 문짝모양을 새겼으며, 그 양옆으로는 사천왕상(四天王像)을, 나머지 2면에는 보살상을 조각하였다. 지붕돌은 밑면에 비천상과 꽃장식을 번갈아 도드라지게 조각했고 각 경사면은 움푹하다. 탑의 머리장식부분에는 연꽃봉오리모양의 장식만이 남아 있다.
전반적으로 각 부 구조가 가지런하여 품위가 있으며, 조형과 균형미가 뛰어나다. 같은 터에서 발견된 대경대사의 사리탑비가 고려 태조 22년(939)에 세워졌으므로, 이 탑 역시 그 즈음에 만들어진 것으로 여겨진다.

## 같이 보기
- 양평 보리사지 대경대사탑비 - 보물 제361호

## 참고 자료
- 전 양평 보리사지 대경대사탑 - 국가유산청 국가유산포털
- 한국저작권위원회 공유마당에 있는 사진